# Episodi di Scacco matto (seconda stagione)
La seconda stagione della serie televisiva Scacco matto è andata in onda negli Stati Uniti dal 4 ottobre 1961 al 20 giugno 1962 sulla CBS.
| nº | Titolo originale                             | Prima TV USA     | Titolo italiano | Prima TV Italia |
| -- | -------------------------------------------- | ---------------- | --------------- | --------------- |
| 1  | Portrait of a Man Running                    | 4 ottobre 1961   |                 |                 |
| 2  | The Button Down Break                        | 11 ottobre 1961  |                 |                 |
| 3  | The Heat of Passion                          | 18 ottobre 1961  |                 |                 |
| 4  | Waiting for Jocko                            | 25 ottobre 1961  |                 |                 |
| 5  | Through a Dark Glass                         | 1º novembre 1961 |                 |                 |
| 6  | Juan Moreno's Body                           | 8 novembre 1961  |                 |                 |
| 7  | Kill the Sound                               | 15 novembre 1961 |                 |                 |
| 8  | The Crimson Pool                             | 22 novembre 1961 |                 |                 |
| 9  | The Two of Us                                | 29 novembre 1961 |                 |                 |
| 10 | Nice Guys Finish Last                        | 13 dicembre 1961 |                 |                 |
| 11 | To the Best of My Recollection               | 27 dicembre 1961 |                 |                 |
| 12 | A Funny Thing Happened on My Way to the Game | 3 gennaio 1962   |                 |                 |
| 13 | The Star System                              | 10 gennaio 1962  |                 |                 |
| 14 | The Renaissance of Gussie Hill               | 17 gennaio 1962  |                 |                 |
| 15 | A Very Rough Sketch                          | 24 gennaio 1962  |                 |                 |
| 16 | The Yacht-Club Gang                          | 30 gennaio 1962  |                 |                 |
| 17 | Death Beyond Recall                          | 7 febbraio 1962  |                 |                 |
| 18 | The Sound of Nervous Laughter                | 14 febbraio 1962 |                 |                 |
| 19 | An Assassin Arrives, Andante                 | 21 febbraio 1962 |                 |                 |
| 20 | Remembrance of Crimes Past                   | 28 febbraio 1962 |                 |                 |
| 21 | The Heart Is a Handout                       | 7 marzo 1962     |                 |                 |
| 22 | Brooding Fixation                            | 14 marzo 1962    |                 |                 |
| 23 | A Chant of Silence                           | 21 marzo 1962    |                 |                 |
| 24 | Trial by Midnight                            | 28 marzo 1962    |                 |                 |
| 25 | Ride a Wild Horse                            | 4 aprile 1962    |                 |                 |
| 26 | So Beats My Plastic Heart                    | 11 aprile 1962   |                 |                 |
| 27 | In a Foreign Quarter                         | 18 aprile 1962   |                 |                 |
| 28 | Referendum on Murder                         | 25 aprile 1962   |                 |                 |
| 29 | The Someday Man                              | 2 maggio 1962    |                 |                 |
| 30 | Rendezvous in Washington                     | 9 maggio 1962    |                 |                 |
| 31 | The Bold and the Tough                       | 16 maggio 1962   |                 |                 |
| 32 | Will the Real Killer Please Stand Up?        | 23 maggio 1962   |                 |                 |
| 33 | Down the Gardenia Path                       | 6 giugno 1962    |                 |                 |
| 34 | Side by Side                                 | 20 giugno 1962   |                 |                 |

## Portrait of a Man Running
- Prima televisiva: 4 ottobre 1961

### Trama
- Guest star: Frederick DeWilde (reporter), Lillian Culver (Mrs. Tuppeny), Wright King (Jim Barker), Robert Victor (tecnico), Ralph Bellamy (governatore Tom Barker), Chester Morris (Albert Dewitt), Patricia Huston (Anne Winthrop), Wendell Holmes (Mervin Everhardt), Oliver McGowan (Frank Castleberry)

## The Button Down Break
- Prima televisiva: 11 ottobre 1961
- Diretto da: Paul Stewart
- Soggetto di: William Shatner

### Trama
- Guest star: Jack Mann (sovrintendente), John Zaremba (dottor Cooper), Olan Soule (Ed Jenkins the Window Washer), Robert Williams (guardia), Tony Randall (Luther Gage), Jack Betts (Chris Devlin), Ina Victor (Vicky), Ken Lynch (tenente Thomas Brand), William Bramley (Burke), Leo Penn (Allen), Marianne Gaba (Lucille)

## The Heat of Passion
- Prima televisiva: 18 ottobre 1961
- Diretto da: Ron Winston
- Soggetto di: Sonya Roberts, Mann Rubin

### Trama
- Guest star: John Dehner (George Shay), Dorothy Malone (Lorna Shay), Steve Gravers (Garvin), Ed Nelson (Gil Stoneham), Lew Gallo (sceriffo Bain)

## Waiting for Jocko
- Prima televisiva: 25 ottobre 1961
- Diretto da: Don Taylor
- Scritto da: Juarez Roberts

### Trama
- Guest star: Jeffrey Hunter (Edward 'Jocko' Townsend)

## Through a Dark Glass
- Prima televisiva: 1º novembre 1961

### Trama
- Guest star: Jan Peters (Leopold Bass), Richard Evans (Mitch), Audrey Swanson (Doris), Fern Barry (Mrs. Stahl), Claire Bloom (Gina Burton), Katherine Squire (Mrs. Vorlund), William Windom (Peter Morell), Les Tremayne (Simon Oelrich), David Fresco (Reese)

## Juan Moreno's Body
- Prima televisiva: 8 novembre 1961
- Diretto da: Tom Gries
- Scritto da: Anthony Spinner

### Trama
- Guest star: Stuart Nisbet (Phil Daniels), Kenneth Patterson (detective Ian Walters), Michael Vandever (Rick James), Charles Wagenheim (Okie), Diana Lynn (Jodi Winslow), Henry Jones (Ed Thurston), Vladimir Sokoloff (Pedro Moreno), Philip Ober (Marshall Winslow), Perry Lopez (Juan Moreno), Katherine Warren (Mrs. Chadwell), Pilar Del Rey (Maria)

## Kill the Sound
- Prima televisiva: 15 novembre 1961

### Trama
- Guest star: Norman Burton (Lou Lewis), Jimmy Lydon (Ben Roberts), Lyn Thomas (Tiger Rag), Charles Seel (Electrician), Sid Caesar (Johnny Wilder), Dianne Foster (Phyllis Wood), Robert Chadwick (Jim Corday)

## The Crimson Pool
- Prima televisiva: 22 novembre 1961

### Trama
- Guest star: John Kerr (Whit Kamens), Vera Miles (Zoe Kamens), Leon Lontoc (Houseboy), Vitina Marcus (Chana), Jacques Aubuchon (Erik Nordstrom)

## The Two of Us
- Prima televisiva: 29 novembre 1961

### Trama
- Guest star: Sheila Bromley (Mrs. Welch), Barney Phillips (capitano Jack Howard), Jeane Wood (bibliotecario), Stephanie Hill (ragazza), Lloyd Bridges (Howard Gentry / Robert Gentry), Audrey Dalton (Ann Miles), Paul Langton (architetto), Sam Hearn (proprietario)

## Nice Guys Finish Last
- Prima televisiva: 13 dicembre 1961

### Trama
- Guest star: Alan Austin (poliziotto), Alexander Lockwood (Assistant Commissioner), Alicia Li (Woman Dispatcher #2 / Hotel Steno), Leatrice Leigh (Woman Dispatcher), Jack Betts (Chris Devlin), James Whitmore (detective Lt. Dave Harker), Diana Van der Vlis (Hope Reardon), Milton Selzer (Freddy), John Lasell (capitano Bloch), Dennis Patrick (Nick Culley), Tom Curtis (maggiordomo)

## To the Best of My Recollection
- Prima televisiva: 27 dicembre 1961

### Trama
- Guest star: Robert Brubaker (dottor Farrell), Francis De Sales (sergente Lawrence), Jerry Dexter (Ticketman), Jan Moriarty (hostess), Laraine Day (donna), Charles Drake (Mark Weston), Helen Brown (Miss Treadwell), Jack Finch (impiegato dell'hotel), Bill Bixby (Pete Canaday), Tyler McVey (Manager)

## A Funny Thing Happened on My Way to the Game
- Prima televisiva: 3 gennaio 1962

### Trama
- Guest star: Darlene Lucht (principessa Babette), Suzanne Noel (Queen), Dick Wilson (impiegato), Darah Marshall (ragazza), Jack Benny (Jack Bowen), Tina Louise (Jo Ann Dunn), Otto Kruger (George Emory), Edward Mallory (Arthur Cole), Robert Karnes (tenente March), Bill Idelson (Bellhop), Norman Leavitt (Parade Indian)

## The Star System
- Prima televisiva: 10 gennaio 1962

### Trama
- Guest star: John Bryant (Leading Man), Carole Eastman (Julie Emhart), Ted Bessell (Assistant Director), Lucille Curtis (Gossip Columnist), Elizabeth Montgomery (Vicki Page), Jack Lord (Ernie Chapin), Russ Conway (Bernard Hoffman), Gail Bonney (Grace Canfield), David Landfield (assistente/ addetto), Émile Genest (Felix Landaur)

## The Renaissance of Gussie Hill
- Prima televisiva: 17 gennaio 1962

### Trama
- Guest star: Annette Cabot (assistente/ addetto), Frank J. Scannell (Barker), Aileen Carlyle (Second Guest), Carol Kent (First Guest), Jack Betts (Chris Devlin), Eleanor Parker (Marion Bannion / Gussie Hill), Herschel Bernardi (Ned Hazly), Harriet E. MacGibbon (contessa), Sam Hearn (Max), Larry J. Blake (impiegato), Cliff Norton (Jinx)

## A Very Rough Sketch
- Prima televisiva: 24 gennaio 1962

### Trama
- Guest star: Glen Turnbull (detective, Franklin), Dan Sheridan (Al McDowell [Conrad nei crediti]), David Duval (First Player), John Graham (preside), Dina Merrill (Laura Hammond), Keir Dullea (Eddie Phillips), Robert Ellenstein (Rudy Pasada), Louise Lorimer (giudice Singer), Eve McVeagh (Bess McDowell [Conrad nei crediti]), Martin Dean (giocatore)

## The Yacht-Club Gang
- Prima televisiva: 30 gennaio 1962

### Trama
- Guest star: Wilton Graff (Walter), Paul Tripp (Dean Philips), George N. Neise (George the Drunk), Stacy Graham (moglie), Patricia Neal (Fran Davis), John Baragrey (Mitchell Kane), Lucy Prentis (Martha Kane), John Astin (Jim Poole), Steve Franken (Dunc Tomilson)

## Death Beyond Recall
- Prima televisiva: 7 febbraio 1962

### Trama
- Guest star: Frank Gardner (messaggero), Harry Carter (uomo), Tom Allen (reporter), Allen Emerson (reporter), Walter Pidgeon (John Baker), Kent Smith (Charles Ainslee), Mary LaRoche (Martha Baker), Stafford Repp (Thomas Malloy), Elaine Edwards (Gloria Del Ray), Byron Morrow (uomo)

## The Sound of Nervous Laughter
- Prima televisiva: 14 febbraio 1962

### Trama
- Guest star: George Cisar (Motel Manager), Harry Ellerbe (Peter Kendall), Vince Williams (Al Garrett), Patty Hobbs (Marilou), George Sanders (Richard Gilmore), Margaret Phillips (Beatrice Lawlor), John Emery (Lawrence Price), Patti Kane (Leona Higgins), Ross Elliott (Jerry Bronson), Chet Stratton (Kirk Ransome), Patricia Kane (donna)

## An Assassin Arrives, Andante
- Prima televisiva: 21 febbraio 1962

### Trama
- Guest star: John Alderman (Andreas), Werner Klemperer (Franz Leder), Audrey Swanson (Linda), Jimmy Carter (Leo), Richard Conte (Victor Ragar), Signe Hasso (Martha Ragar), Noah Keen (Paul Delorio)

## Remembrance of Crimes Past
- Prima televisiva: 28 febbraio 1962

### Trama
- Guest star: Ruth Wilhan (cameriera), Ben Wright (Dietz), Ann Atmar (Jane), Marshall Reed (vicino), Angie Dickinson (Karen Vale), Anne Seymour (Mrs. Creighton), Joyce Van Patten (Marcia James), Warren Stevens (Eric Williams), Stuart Nisbet (Vesey), Mary Gregory (Hattie), George Dockstader (scapestrato)

## The Heart Is a Handout
- Prima televisiva: 7 marzo 1962

### Trama
- Guest star: Robert Burton (Theodore Walters), Anne Benton (Gloria Walters), Eve Brent (Barbara Walters), Robert Patten (Arthur Stenton), Myron McCormick (Phillip 'Doc' Walters), Sean McClory (Stamper), Dabbs Greer (Hokey), Jay Adler (Baines), Gage Clarke (Williams), Harry Dean Stanton (cantante)

## Brooding Fixation
- Prima televisiva: 14 marzo 1962

### Trama
- Guest star: Russ Whiteman (Second Member), Maurice Manson (First Member), Jeane Wood (cameriera), Nolan Leary (Minister), Mary Astor (Esther Brack), Scott Marlowe (Daniel Brack), Frank Overton (Martin Brack), Olive Sturgess (Felice O'Neill), Ford Rainey (Paul O'Neill)

## A Chant of Silence
- Prima televisiva: 21 marzo 1962

### Trama
- Guest star: Brendan Dillon (padre Thomas), James Coburn (Gresch), Roy N. Sickner (poliziotto), Leonard P. Geer (Deputy), Nick Adams (Weiler aka 'Kid'), Alan Napier (padre Dunne)

## Trial by Midnight
- Prima televisiva: 28 marzo 1962

### Trama
- Guest star: Stan Jones (Impiegato di corte), Sandra Bettin (Registration Clerk), Donald Freed (Jones), Paul Geary (Interne), Dana Andrews (giudice Leland McIntyre), Philip Abbott (Lawrence Drescher), Lori March (Evelyn McIntyre), John McLiam (Lee R. Anderson), Carolyn Craig (Joanna Leigh), Kim Hamilton (Miss Williams [Mrs. nei crediti]), Joe Scott (Wilson)

## Ride a Wild Horse
- Prima televisiva: 4 aprile 1962

### Trama
- Guest star: Charles Macaulay (Alan), Ben Wright (assistente/ addetto), Roy Jenson (Fritzi Miller), Roy Engel (Deputy), David Janssen (Len Kobalsky), Tom Reese (Bucky Tate), Robert Colbert (Phil Lowell), Ed Peck (Ernie), Don 'Red' Barry (Kyle Horgan), Suzanne Lloyd (Marcy Lowell [Woodruff nei crediti])

## So Beats My Plastic Heart
- Prima televisiva: 11 aprile 1962

### Trama
- Guest star: Lee Philips (Joe Meade), Phillip Pine (Harry Clark), William Phipps (John Lee), Doris Singleton (Mavis Woods Long), Jack Betts (Chris Devlin), Celeste Holm (Laraine Whitman), Susan Oliver (Hope Anthony), Cathie Merchant (Sharon Spencer)

## In a Foreign Quarter
- Prima televisiva: 18 aprile 1962

### Trama
- Guest star: Teru Shimada (Ling Chow), James Hong (Louis Quong), Warren Hsieh (First Boy), Gordon K. Kee (giovanotto), Nobu McCarthy (Helen Low), Tod Andrews (dottor James Low), Walter Hong Jr. (ragazzo)

## Referendum on Murder
- Prima televisiva: 25 aprile 1962

### Trama
- Guest star: Brenda Howard (Maggie), Richard Hervey (Sports Editor), Jeane Wood (cameriera), June Michele (Mary), Jack Betts (Chris Devlin), Dan O'Herlihy (Stephen Jordan), Bethel Leslie (Cynthia Jordan), Dorothy Green (Mildred Cowl), Frank Maxwell (Alex Wismer), Don Hanmer (Barney Cowl), Grazia Narciso (Donna italiana), Oliver McGowan (Julian Hartman)

## The Someday Man
- Prima televisiva: 2 maggio 1962

### Trama
- Guest star: Robert Stevenson (Ira Sandler), Lillian Bronson (Mrs. Greenhouse), Sandy Kenyon (George Diedrich), Tom McBride (Greenhouse), Don Taylor (Chip Damion), Julie Adams (Jean Damion), Ron Randell (Perry Fields), George Petrie (Jack Pennell), Joseph Hoover (Tommy Gigelow), Leonard P. Geer (Burke)

## Rendezvous in Washington
- Prima televisiva: 9 maggio 1962

### Trama
- Guest star: Barry Brooks (impiegato), Bart Patton (giovanotto), Maxine Stuart (Dianne Cartwright), Ben Pollock (assistente/ addetto), Macdonald Carey (Frederic Haley), Kathleen Crowley (Pauline Spencer), William Allyn (Joel Drake), Peter Helm (Ted Haley), Russ Grieve (Membro del Consiglio), Robert Gallagher (senatore Van Trent), Faye Michael Nuell (Barbara Miles), Lucille Curtis (donna), Anna Lee (Louise Haley)

## The Bold and the Tough
- Prima televisiva: 16 maggio 1962

### Trama
- Guest star: Paul Birch (Ed Stoner), Stanley Adams (Cholly Luke), Harry Carey Jr. (Phil Cassidy), Emily McLaughlin (Sue Stoner), Earl Holliman (Jack Quentin), Edward Binns (Harl Stoner), Ellen Burstyn (Margo)

## Will the Real Killer Please Stand Up?
- Prima televisiva: 23 maggio 1962

### Trama
- Guest star: Daniel Ocko (Boris Szorny), Oscar Beregi Jr. (conducente), Don C. Harvey (Frank Smith aka Joe), Larry Ward (Mr. Trent), Ilka Windish (Maria Richards), Stefan Schnabel (Anton Szorny), Milton Selzer (Wladyslaw Szorny), Ken Renard (cameriere)

## Down the Gardenia Path
- Prima televisiva: 6 giugno 1962

### Trama
- Guest star: Orville Sherman (Delegate), Dolores Quinton (cassiere), Annette Cabot (Girl Number Three), Stephanie Hill (Girl Number One), Susan Kohner (Vicki Angelo), Ilka Chase (Mary Milburn Reed), Joe De Santis (Joe Angelo), Warren Parker (Arthur Harper), Harvey Stephens (Bryson Jennings), Don Dubbins (Paul McGill)

## Side by Side
- Prima televisiva: 20 giugno 1962

### Trama
- Guest star: Eddie Quillan (Willie the Barber), Robert Williams (Willie Ralston), Edmon Ryan (Vic Galloway), Barbara Dane (Gospel Singer), Jack Betts (Chris Devlin), Buddy Ebsen (Pete O'Mara), Paul Carr (Johnny Kay), Judith Braun (Barbara O'Mara), Ed Nelson (Chuck Palmer), Charles Seel (Georgie Prince), Tyler McVey (Max Dellafield)